# Destrudo
La destrudo, conosciuta anche come destrado, è, secondo la psicologia freudiana, l'energia dell'impulso distruttivo ed è, per sua natura, disgregatrice.

## Caratteristiche
La destrudo si contrappone alla libido. Infatti, mentre la libido è lo stimolo a creare, un'energia che proviene da Eros (pulsione di vita), la destrudo è lo stimolo a distruggere, è l'essenza di Thanatos (pulsione di morte).
Stando sempre a quanto affermato da Sigmund Freud, essa può essere definita come l'istinto aggressivo presente in ogni individuo, finalizzato all'annichilimento, ovvero l'annientamento, di sé stessi.
La formulazione del concetto risale all'epoca appena successiva alla prima guerra mondiale e può essere ricondotta al tentativo dello psicoanalista di dare una spiegazione alle azioni dei soldati sopravvissuti e colpiti da traumi o altri fenomeni simili.
Il concetto di destrudo è uno dei più fugaci e meno conosciuti della teoria di Freud, spesso ignorato di fronte a teorie più conosciute e più complete riguardanti le emozioni umane. Il termine fece la sua prima comparsa nell'opera L'Io e l'Es (Das Ich und das Es) del 1923, per poi sparire in un secondo momento, anche se le ragioni di questa scomparsa non sono affatto chiare e facili da identificare.